# Dolné Zelenice
Dolné Zelenice este o comună slovacă, aflată în districtul Hlohovec din regiunea Trnava, pe malul râului Váh. Localitatea se află la altitudinea de 135 m deasupra n.m., se întinde pe o suprafață de 2,72 km2 și în 2017 număra 592 de locuitori.

## Istoric
Localitatea Dolné Zelenice este atestată documentar din 1244.

## Demografie
| An:                | 1994 | 2004   | 2014    | 2024   |
| ------------------ | ---- | ------ | ------- | ------ |
| Număr de persoane: | 529  | 534    | 593     | 611    |
| Diferență:         |      | +0,94% | +11,04% | +3,03% |

| An:                | 2023 | 2024   |
| ------------------ | ---- | ------ |
| Număr de persoane: | 605  | 611    |
| Diferență:         |      | +0,99% |